# Schlüechtli
Schlüechtli är en bergstopp i Schweiz.   Den ligger i regionen Surselva och kantonen Graubünden, i den östra delen av landet, 140 km öster om huvudstaden Bern. Toppen på Schlüechtli är 2 283 meter över havet, eller 84 meter över den omgivande terrängen. Bredden vid basen är 0,68 km.
Terrängen runt Schlüechtli är bergig åt sydost, men åt nordväst är den kuperad. Närmaste större samhälle är Chur, 18,8 km nordost om Schlüechtli. 
I omgivningarna runt Schlüechtli växer i huvudsak blandskog. Runt Schlüechtli är det mycket glesbefolkat, med 6 invånare per kvadratkilometer.